# Les Plains-et-Grands-Essarts

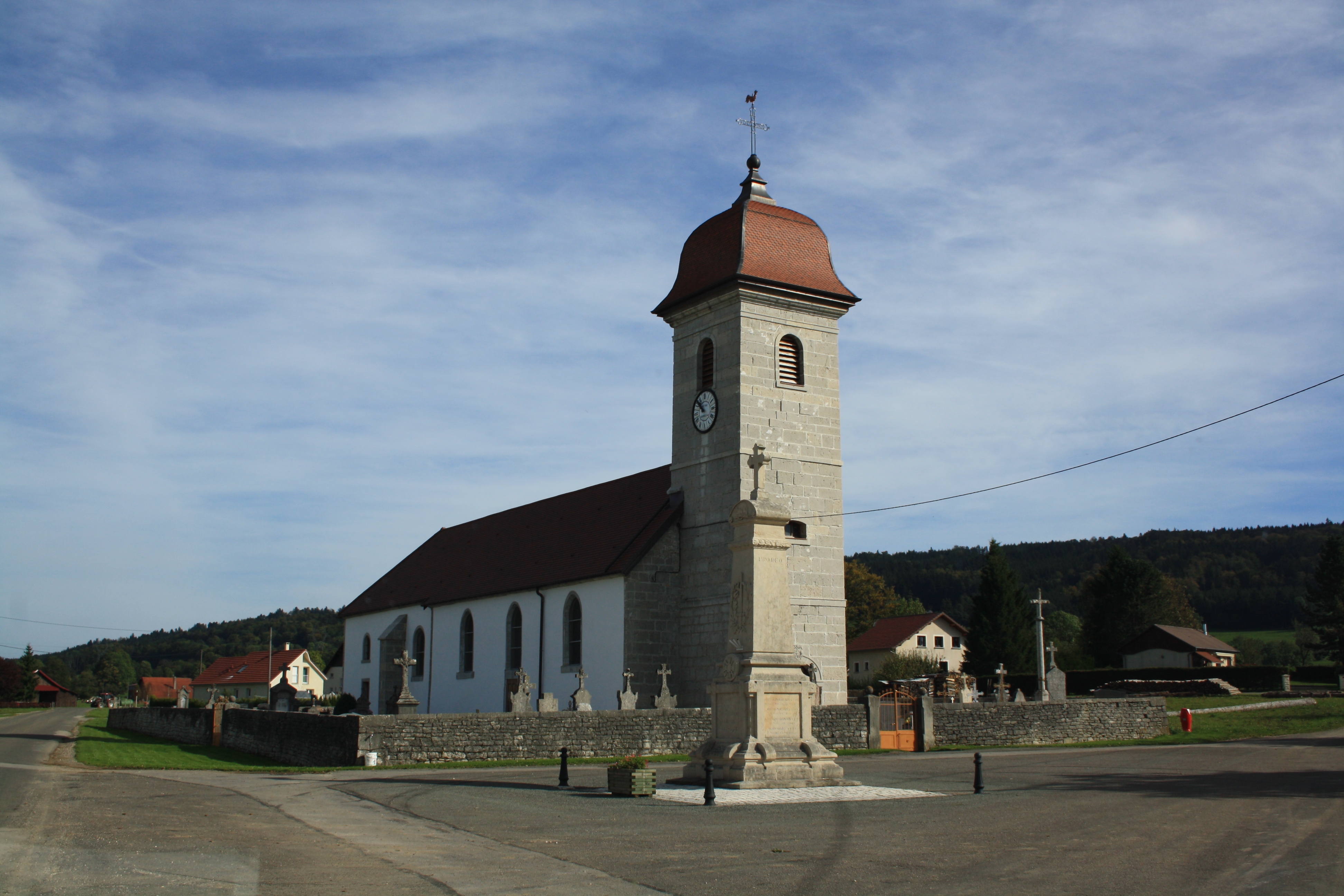
Iglesia en Les Plains-et-Grands-Essarts

 Les Plains-et-Grands-Essarts  es una población y comuna francesa, en la región de Franco Condado, departamento de Doubs, en el distrito de Montbéliard y cantón de Saint-Hippolyte.

## Demografía
| 217 | 200 | 178 | 156 | 171 | 179 |
| Para los censos de 1962 a 1999 la población legal corresponde a la población sin duplicidades (Fuente: INSEE [Consultar]) |     |     |     |     |     |